# Prinzlův dům (Kadaň)

Prinzlův dům (čp. 78) se nachází na Starém Městě v Kadani. Stojí nedaleko tzv. Katovy uličky na centrálním kadaňském náměstí (nyní Mírové, dříve Tržní).

## Dějiny domu a jeho majitelé
Dům čp. 78 je jako měšťanský právovárečný dům zmiňován již roku 1558, kdy jej jeho vlastník Hans Nurmberger prodal Georgu Stöckherovi. K roku 1573 je jako majitelka uváděna jeho ovdovělá manželka Ursula Stöckher, a po ní, v letech 1575 až 1580, měšťan Lorenz Knorrenschildt. V rozmezí let 1583 až 1611 dům vlastnil významný kadaňský měšťan Andreas Guba, jehož majetkem byly též statky v nedalekých Prahlech a Čachovicích a řada vinohradů na Kadaňsku. Od roku 1614 se dům na nedlouhou dobu ocitl ve vlastnictví jeho dcery Marty, jež byla provdaná za Petra Štěrbu ze Štěrbic. Dům podlehl dvěma ničivým požárům, které v dobách Třicetileté války roku 1631 a 1635 zasáhly téměř celé město Kadaň. Roku 1638 je dům čp. 78 zmiňován v písemných pramenech jako spáleniště náležící dědiců měšťana Erasma Mittelbacha. Těmito dědici byli jeho dcery Zuzana a Theodora a syn Erasmus, doktor lékařských věd. V letech 1695 až 1721 byl dům majetkem Franziska Ignaze Janky, magistra filosofie, který v Kadani působil jako císařský veřejný notář a městský radní, a později též i jako městský syndik (zplnomocněný zástupce, představitel) a písař.
Roku 1746 dům znovu vyhořel a vdova po Franzisku Ignazi, Barbora Janková, rozená Rochová, jej nejspíše proto o tři roky poté prodala Johannu Wolfgangu Heitzmannovi, kadaňskému syndikovi, který jej nechal nákladně zrekonstruovat. Od roku 1750 do roku 1753 pak proběhla kompletní rekonstrukce celé stavby, nejspíše pod vedením kadaňského barokního stavitele Johanna Christopha Kosche (†1778). V následující době dům vystřídal řadu majitelů, mezi nimi měšťanské rodiny Fichtnerových, Geyerových, Petratschkových a Wenischových. V roce 1810 dům zakoupil c. k. rytmistr Simon Zeppitz se svou chotí Marií Annou, rozenou Rothovou, kteří zároveň vlastnili statek Lužice u Kadaně. Již od roku 1818 byl pak dům i zmíněný statek ve vlastnictví rytíře Ignaze Schreittera ze Schwarzenfeldu (předek rakouského a českého politika Ludwiga von Schwarzenfeld), jehož rodina žila ve městě Kadani až do roku 1945 a do nynějška stále žije v Německu. Po rytířích ze Schwarzenfeldu se novým majitelem domu stal roku 1830 kadaňský měšťan Peter Prinzl. Rodina Prinzlových dům vlastnila téměř jedno století, až do roku 1926. Poté se dům ocitl ve vlastnictví Julie Tischerové, kde setrval až do konfiskace v roce 1945.

## Název domu
V době před rokem 1945 býval dům někdy označován jako tzv. Koschovský dům, a to podle kadaňského stavitele Johanna Christopha Kosche, který je pravděpodobným autorem barokní přestavby domu v letech 1750 až 1753. Nad portálem domu bývala kdysi umístěna kartuše nesoucí jméno jeho tehdejšího majitele Simona Zeppitze a letopočtem 1811.
Od druhé poloviny 19. století byl dům však znám jako Prinzlův dům, a to podle rodiny Prinzlových, kteří jej vlastnili bezmála celé jedno století. Ve štítě domu se ještě v nedávné době nacházely umělecky vyvedené sluneční hodiny, do současné doby se však na štítě zachovala pouze klasicistní mříž umístěná v oválné kartuši.

## Zajímavost
V dobách, kdy dům vlastnila měšťanská rodina Prinzlových, patřil nějakou dobu významnému příslušníku tohoto rodu, kadaňskému měšťanovi Peteru Prinzelovi (†1880). Ten již roku 1852 založil na skalnatých březích řeky Ohře v místech pod františkánským klášterem Čtrnácti svatých Pomocníků v anglickém stylu tzv. Klášterní park s Klášterní alejí, která je do současné doby částí kadaňských Smetanových sadů. Na Klášterních skalách, v místech později známých jako Rakev dokonce roku 1865 odhalili kadaňští měšťané Peteru Prinzelovi pamětní desku. Ve stopách tohoto významného kadaňského měšťana pokračoval kadaňský Ozeleňovací a okrašlovací spolek, který usiloval o proměnu Svaté hory a sousedního Prostředního vrchu na městský park. S budováním parku pak spolek započal v součinnosti s městem ještě v 80. letech 19. století a postupně proměnili les a zemědělskou půdu, louky a pastviny v park s upravovanými pěšinami, lavičkami, altánky a vyhlídkovými terasami. Na vrcholu Svaté hory se i nyní nachází rozhledna s výhledem na město a Krušné hory.